# Nizon (Finistère)
Pour les articles homonymes, voir Nizon.
Nizon est une ancienne commune française du Finistère, ayant fusionné en 1954 avec la commune voisine de Pont-Aven.

## Géographie
L'ancienne commune de Nizon se situe dans l'arrondissement de Quimper, entre Concarneau et Quimperlé. Son territoire, d'une superficie de 26,79 km2, est délimité par l'Aven au nord et à l'est, le ruisseau de Pont-Quoren au sud-est, une voie romaine à l'est. Les communes limitrophes sont Névez au Sud, Trégunc et Melgven à l'Ouest, Kernével et Bannalec au Nord, et enfin Riec-sur-Bélon à l'Est. L'ancienne limite entre Nizon et Pont-Aven se situait dans l'agglomération pontavéniste au niveau du ruisseau, le Pénanroz, des villages de Kergam et Keremperchec.
Le bourg est situé à une certaine distance de la côte, sur un plateau : c'est là une caractéristique commune à de nombreuses communes littorales bretonnes (par exemple à Ploaré, Plogoff, Esquibien, Plouhinec, Poullan, Combrit, Beuzec-Conq, etc.), les premiers émigrants bretons fixèrent le centre de leurs plous à l'intérieur des terres, probablement par crainte des pirates saxons.

## Histoire

### Préhistoire et Antiquité
L'ancienne forêt de Lusuen [Luzuen] (son nom même signifie "charme" ou "sortilège") renferme plusieurs monuments mégalithiques : le Chevalier de Fréminville cite deux dolmens voisins, l'un dont la table plate-forme est formée d'une seule pierre, de 6,26 m de longueur sur 3,30 m de largeur, qui repose sur huit pierres verticales disposées en parallélogramme et est haut de 1,65 mètre ; la table de l'autre n'a que 3,76 m de long et 2,41m dans sa plus grande largeur et est supportée par quatre pierres debout. En descendant dans une vallée au-dessous du manoir de Kermadéoua, il décrit un troisième dolmen [en fait une allée couverte d'après la description qu'il en fait] de 12,87 mètres de long et dont la plate-forme est composée de deux pierres, dont la plus grande est cassée en deux. Il cite encore un autre dolmen qui se trouve à une lieue de Kermadéoua, près la lisière de la forêt, dans un petit champ appelé Kerambruno, dont la table supérieure à 3,96 mètres de long, sur 2,31 m de large et est supportée par 4 piliers. Selon le Chevalier de Fréminville, sa table est fortement inclinée « pour faciliter l'écoulement du sang des victimes humaines que les Druides immolaient sur ces autels barbares » [cette assertion est fausse, mais le chevalier est victime des croyances de son temps]. Il cite encore un autre dolmen [là encore une allée couverte en fait], situé sur une hauteur dominant la vallée de l'Aven, près du hameau de Kerroc'h, long de 16,50 mètres, mais déjà alors en piteux état (ses soutiens verticaux n'existent plus que d'un seul côté et deux des pierres de sa plate-forme sont en partie renversées) ;
l'intérieur était partagé en deux chambres.

### Moyen Âge
À Luzuen se trouvent les restes d'un ancien "lez", c'est-à-dire d'une résidence aristocratique de l'époque carolingienne. Les traces d'une motte féodale, formant une auréole de 270 mètres sur 350 mètres étaient encore visibles en 1835 et ont été décrites cette année-là par le chevalier de Fréminville. Des fouilles menées par l'historien Jean-Marie Abgrall en 1883, alors qu'on s'apprêtait à exploiter le site comme une carrière de pierres, permirent de dégager des parements de murs et des douves de 4 mètres de largeur. Une meule à concasser le grain fut aussi découverte.
Plusieurs seigneuries se partageaient les terres de Nizon sous l'Ancien Régime dont celles du Hénant, avec droit de haute, moyenne et basse justice, qui appartenait au Marquis de Pontcallec et de Plessix-Nizon (le toponyme Plessis, traduction française du breton quinquis, signifie clôture formée de branches entrelacées et a souvent pris le sens de manoir fortifié ou de motte féodale) possédée successivement à la suite d'unions par les familles Feydeau de Vaugien et Hersart de la Villemarqué.
Jehan du Quélennec (Jean VI du Quélennec), baron du Pont, vicomte du Faou, sieur de Rostrenen, du Quélennec, de Coetcoff et Coet Héloret, déclare dans un aveu de 1543 posséder les manoirs de Coet Nizon, de Kergougant, de Lesaven et de Penanlan.

### Le château de Rustéphan
Le château de Rustéphan, de style gothique, a probablement été construit au XVe siècle par Jean du Fou, chambellan de Louis XI, grand échanson de France et grand bailli de Touraine, qui en avait pris le titre seigneurial en 1470. Il ne datait pas de l'époque romaine comme l'avait cru à tort Jacques Cambry : « son nom latin Rus stephani, me feroit croire qu'il fut construit à cette époque où le goût gohique commençoit à se mêler au goût que les Romains avoient transporté dans les Gaules, je fixerois l'époque de sa construction, si des conjectures, sans preuves matérielles, pouvoient être adoptées au cinq et sixième siècle, époque où je suppose qu'ont été faits les plus anciens murs de Concarneau ». Mais un château avait existé antérieurement, possédé en 1250 par Blanche de Castille et en 1420 par un seigneur de Guémené.

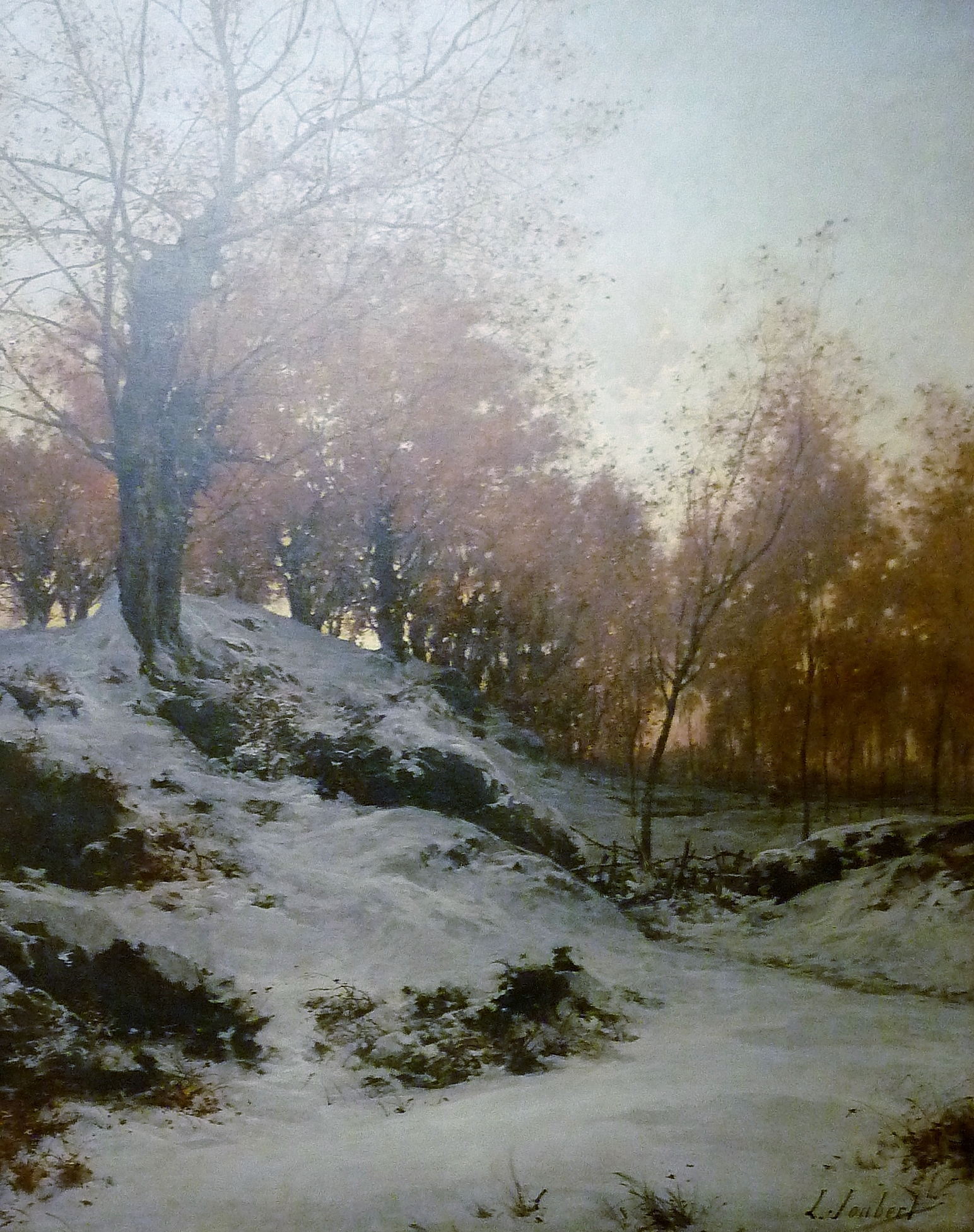
Louis Joubert : Le chemin de Rustéphan sous la neige (1883, musée des beaux-arts de Quimper)

### Époque moderne
Le manoir du Plessix-Nizon (ou du Quinquis) est le fief de la famille du Plessix depuis au moins 1426 (citée cette année-là lors d'une réformation de la noblesse de Bretagne). En 1690, la famille tombe en quenouille et l'héritière Marie-Anne, fille de Georges du Plessix, épousa Charles Feydeau de Saint-Rémy, chevalier de Malte. Cette famille tomba à son tour en quenouille en 1798, année où Marie-Ursule Feydeau de Saint-Rémy épousa le comte Pierre Hersart de La Villemarqué. Ils eurent 8 enfants dont le plus jeune fut Théodore Hersart de La Villemarqué, l'auteur du Barzaz Breiz.
Guillaume du Plessix et son épouse Marguerite du Rinquier firent construire en 1550 la chapelle de Trémalo.
En 1687, plusieurs attaques à main armée se produisent dans la région de Nizon. Un soir, alors que l'on célèbre les vêpres dans la chapelle de Trémalo, des malandrins surgissent et s'en prennent à une paysanne qui avait osé témoigner contre eux, la brutalisant et la menaçant des pires sévices. « La campagne nizonnaise devient la proie des malfaiteurs qu'enhardit l'incapacité de la population à leur opposer la moindre résistance. Il n'est pas de semaines où des chaumières ne soient incendiées, leurs habitants molestés » ; les bandits s'en prirent notamment à deux des paysans les plus riches qui refusaient de céder à leurs exigences, qui furent emmenés dans leur repaire et tuèrent d'une balle dans le dos car ils refusaient de révéler l'endroit où ils cachaient leur pécule. Ils s'en prirent même au recteur de Nizon.
En 1759 la paroisse de Nizon devait chaque année fournir 25 hommes pour servir de garde-côtes.

### Révolution française
En 1790, la paroisse de Nizon est érigée en commune. Elle perd à cette occasion la communauté de ville de Pont-Aven qui est érigée en commune séparément.
Le 28 septembre 1792, Le Paige de Bar émigre en embarquant à Névez avec plusieurs autres personnes dont Le Breton, curé de Nizon et Auffret, vicaire de Mellac.

### LeXIXesiècle

#### Nizon en 1845
En 1845, pour une superficie communale totale de 2 679 hectares, les landes et les friches couvraient 1 415 hectares, soit plus de la moitié des terres. Les terres sous labours couvraient 809 hectares, les prés et pâturages 154 hectares, les vergers et les jardins 44 hectares et les bois 167 hectares. Nizon possédait alors neuf moulins (du Rustic, du Bené, de Pont-Caro, du Plessix, du Haut-Bois, Nef, Pennalen, à eau) et un moulin à papier.

#### Les événements de 1873-1874
Dans la nuit du 20 au 21 janvier 1873, le clocher de l'église paroissiale s'écroule, frappé par la foudre. La reconstruction est mal faite, le toit fuit, et l'église subit de graves dommages lors des tempêtes survenues le 4 septembre 1874 et les années suivantes.

#### Les écoles de Nizon
Selon un document déposé au Corps législatif 99 des 139 conscrits de Nizon pour la période allant de 1858 à 1867 ne savaient ni lire ni écrire.
L'école mixte de Nizon, tenue par les Filles du Saint-Esprit, est construite en 1876, mais connaît des problèmes d'infiltrations d'eau. En 1882 la construction d'une seconde école réservée aux garçons est décidée ; elle ouvre seulementen 1891 sous le nom d'école Saint-Joseph, et est dotée d'un pensionnat en 1894.

#### Les tensions entre Nizon et Pont-Aven

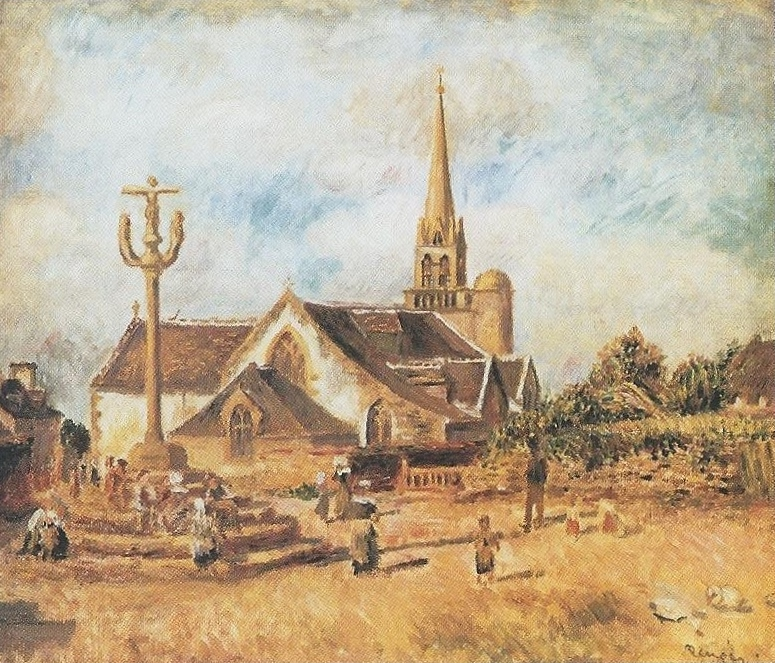
Auguste Renoir : L'église de Nizon (huile sur toile, vers 1893, collection privée).

En 1893, l'extension des barrières d'octroi, voulue par la municipalité pont-aveniste, afin de faire coïncider leur limite avec le périmètre urbanisé (la ville de Pont-Aven s'est étendue les décennies précédentes), suscite des difficultés car elle laisse hors de ces barrières tout un quartier commerçant situé sur la rive droite de l'Aven, qui appartenait à la commune de Nizon, comprenant entre autres l' Auberge Guéguen, à proximité de laquelle se tenait régulièrement un marché non autorisé qui échappait aussi au paiement de l'octroi, ce qui provoque une succession de plaintes de la part des commerçants de Pont-Aven.
Dans la dernière décennie du XIXe siècle, Pont-Aven remblaie le lais de mer de Keremperchec afin d'aménager son quai, son port et le chemin de halage. Pour cette raison, Pont-Aven demande en 1897 l'annexion de cette zone qui appartenait à la commune de Nizon, mais celle-ci refuse dans un premier temps de se voir amputer d'une partie de son territoire ; mais Nizon accepte finalement en 1905 contre la somme de 9 000 francs.

### LeXXesiècle

#### LaBelle Époque
La voie ferrée allant de Quimperlé à Concarneau dessert entre autres les gares de Pont-Aven, Nizon, Névez, Trégunc et Lanriec à partir de 1908 ; c'est une ligne ferroviaire à voie métrique exploitée par les Chemins de fer départementaux du Finistère ; la ligne ferma en 1936.
Par arrêté préfectoral du 31 juillet 1904, l'école des filles de Nizon fut laïcisée en vertu de la loi sur les congrégations.
Le pardon de la chapelle de Trémalo est ainsi décrit en 1905 : « Une très vieille femme, au visage de sorcière, encadré par les bords sales d'une coiffe sale (...). À la sortie de la chapelle, le public recula face à cette apparition quémandant l'aumône. Quand elle arriva à la longue allée de hêtres qui mène à l'église, elle tomba à genoux, priant, priant encore, et récoltant à chaque fois une belle moisson de pièces ».

#### La Première Guerre mondiale
Le monument aux morts de Nizon, inauguré le 16 avril 1922, porte les noms de 111 soldats morts pour la France pendant la Première Guerre mondiale.

#### La Seconde Guerre mondiale
Le monument aux morts de Nizon porte les noms de 14 personnes mortes pour la France pendant la Seconde Guerre mondiale ; trois d'entre eux au moins (Paul Le Goff, Joseph et Yvon Michelet) sont des marins disparus en mer et un au moins (Jean Le Saux) est mort lors du bombardement de Mers el-Kébir.
Yves Berth fut tué le 7 août 1944 près de la ferme de la Pointe du Postillon (en Trégunc), sur la route Trégunc - Pont-Aven, lors des combats de l'embuscade de Kernaourlan (en Nizon), l'attaque d’un convoi allemand de sept camions par une quarantaine de résistants du réseau Vengeance faisant une quarantaine de morts côté allemand (deux des camions allemands prirent feu).

#### La fusion avec Pont-Aven en 1954
La commune de Nizon, ancienne paroisse du diocèse de Quimper sous l'Ancien régime, a fusionné en 1954 avec la commune voisine de Pont-Aven.

### LeXXIesiècle

#### LeHangar't
Le Hangar't est un mode d'expression artistique, à la manière du Pop art et à la façon d'Andy Warhol, développé à Nizon sous l'impulsion d'Yves Quentel, journaliste passionné d'arts plastiques, par l'association éponyme depuis 1992. Une photo, passée à la photocopieuse pour en dégager les contrastes, est projetée sur du contreplaqué et sert de support aux peintres amateurs sans prétention artistique pour colorier, de couleurs parfois surprenantes et criantes, les images ainsi obtenues, souvent des portraits ou des scènes de la vie quotidienne. Entre 1992 et 2015, plus de 300 tableaux ou fresques, représentant des scènes de la vie rurale bretonne, ont été peints ; ces œuvres, affichées en plein air ou dans des lieux publics, ont connu un succès certain, facilité par des reportages télévisés ; certains des tableaux étant même exposés à New York en 2013.

## Politique et administration

### Liste des maires
| Période                                  | Période | Identité                                           | Étiquette | Qualité                                                    |
| ---------------------------------------- | ------- | -------------------------------------------------- | --------- | ---------------------------------------------------------- |
|                                          |         |                                                    |           |                                                            |
| 1803                                     | 1804    | Lescanff                                           |           |                                                            |
|                                          |         |                                                    |           |                                                            |
| 1808                                     | 1809    | Yves Péron                                         |           |                                                            |
| 1809                                     |         | Romain Le Pennec                                   |           |                                                            |
|                                          | 1820    | Pierre Hersart de La Villemarqué                   |           | Député ultraroyaliste de 1815 à 1827                       |
|                                          |         |                                                    |           |                                                            |
| 1832                                     |         | Le Pennec                                          |           |                                                            |
| 1835                                     | 1836    | Péron                                              |           |                                                            |
|                                          |         |                                                    |           |                                                            |
| 1844                                     | 1848    | Daniélou                                           |           |                                                            |
|                                          |         |                                                    |           |                                                            |
| 1848                                     | 1888    | Cyprien Pierre Hippolyte Hersart de La Villemarqué |           | Fils de Pierre Hersart de La Villemarqué                   |
| 1888                                     | 1908    | Cyprien Théodore Marie Hersart de La Villemarqué   |           | Fils de Cyprien Pierre Hippolyte Hersart de La Villemarqué |
| 1908                                     | 1935    | Jean Marie Furic                                   |           |                                                            |
|                                          |         |                                                    |           |                                                            |
| 1944                                     |         | François Joseph Marie Furic                        |           |                                                            |
| 1945                                     | 1952    | Pierre Vautrain                                    |           | Conseiller général du canton de Pont-Aven                  |
| Les données manquantes sont à compléter. |         |                                                    |           |                                                            |

## Démographie
À partir de 1954, les habitants sont comptés dans la population de la commune de Pont-Aven.
| 1793  | 1800  | 1806 | 1821  | 1831  | 1836  | 1841  | 1846  | 1851  |
| ----- | ----- | ---- | ----- | ----- | ----- | ----- | ----- | ----- |
| 1 360 | 1 428 | 912  | 1 062 | 1 122 | 1 203 | 1 242 | 1 292 | 1 312 |

| 1856  | 1861  | 1866  | 1872  | 1876  | 1881  | 1886  | 1891  | 1896  |
| ----- | ----- | ----- | ----- | ----- | ----- | ----- | ----- | ----- |
| 1 309 | 1 399 | 1 388 | 1 319 | 1 392 | 1 389 | 1 460 | 1 512 | 1 533 |

| 1901  | 1906  | 1911  | 1921  | 1926  | 1931  | 1936  | 1946  | 1954  |
| ----- | ----- | ----- | ----- | ----- | ----- | ----- | ----- | ----- |
| 1 624 | 1 783 | 1 892 | 1 898 | 2 013 | 1 969 | 1 980 | 2 012 | 1 837 |

Il est à noter que certains quartiers de Nizon se sont développés grâce à la proximité avec la commune de Pont-Aven. Ainsi le quartier du coteau de Keremperchec s'est urbanisé à partir de la fin du XIXe siècle. On peut également signaler le dynamisme du Croas-Hent Kergoz, au Sud du Bourg de Nizon, où beaucoup d'habitants ont choisi de construire après la Seconde Guerre mondiale. Le bourg de Nizon a connu une longue période de stagnation. Depuis une dizaine d'années, une cité a été construite, des maisons ont été rénovées dans le bourg.

## Activités économiques

### La culture des pommiers à cidre
Le journal L'Ouest-Éclair écrit en 1936 :

« Dans la région quimperloise comprise entre Guilligomarc'h et Mellac de l'Est à l'Ouest, Nizon et Clohars-Carnoët du Nord au Sud, la culture du pommier est poussée très activement. Les crus de Clohars et de Riec surtout sont reconnus unanimement pour être les meilleurs, avec ceux du secteur voisin de Fouesnant. Cette année, contrairement à 1935, la récolte s'annonce magnifique. (...) Une délégation s'est rendue à Paris dans le but de faire revaloriser la pomme à cidre et pour obtenir du gouvernement que les mêmes ressources soient prises dans les années d'abondance comme pour le vin. »

### Autres activités économiques
Les activités principales pratiquées sur son territoire sont l'agriculture (polyculture, élevages intensifs porcins, bovins, avicoles), l'industrie (même si la plupart des anciennes usines autrefois liées à l'agglomération pontavéniste ont disparu dans les années 1980-1990, il reste l'usine des galettes de Pont-Aven « Traou Mad »).

## Patrimoine

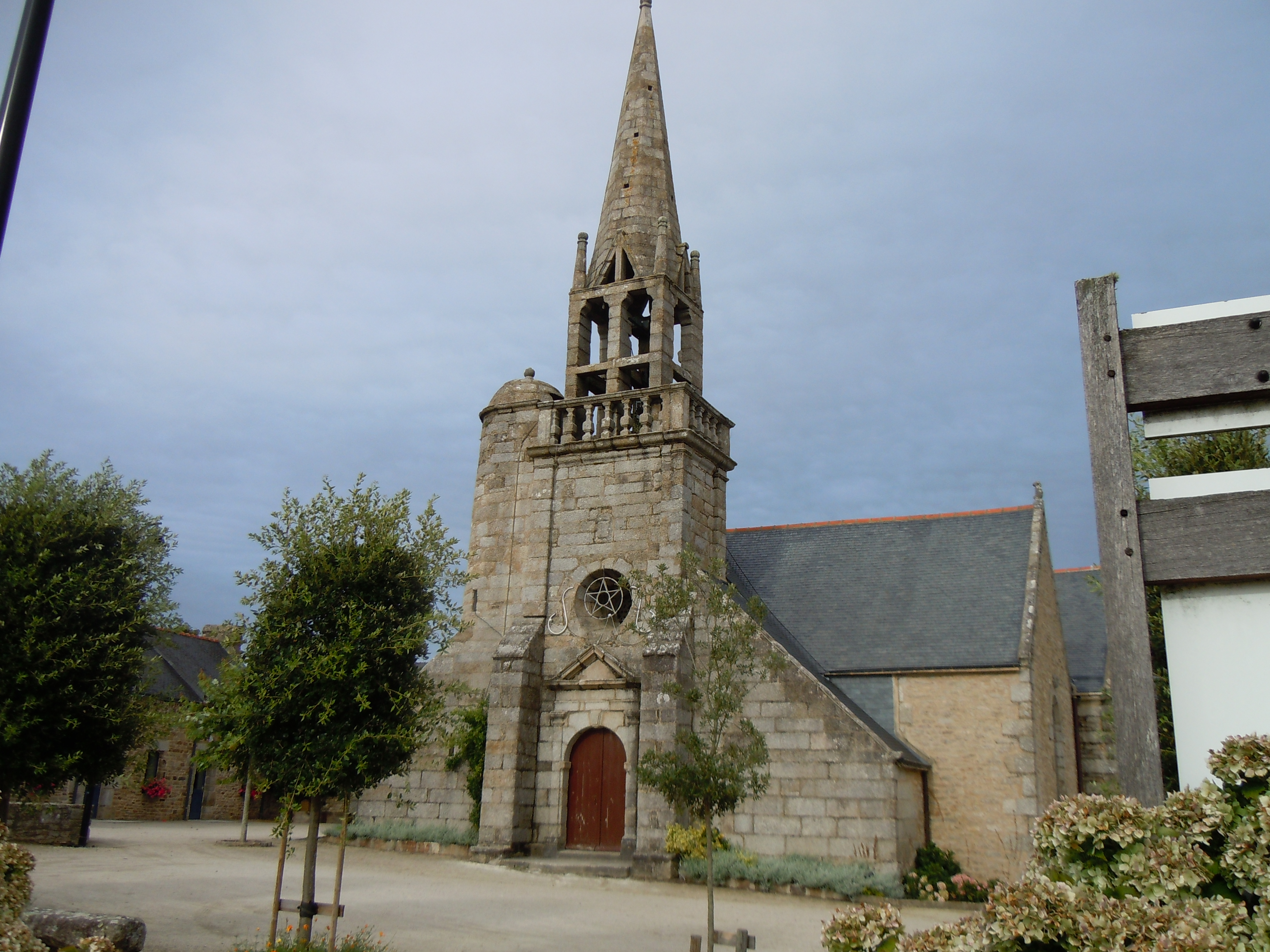
l'église Saint-Amet

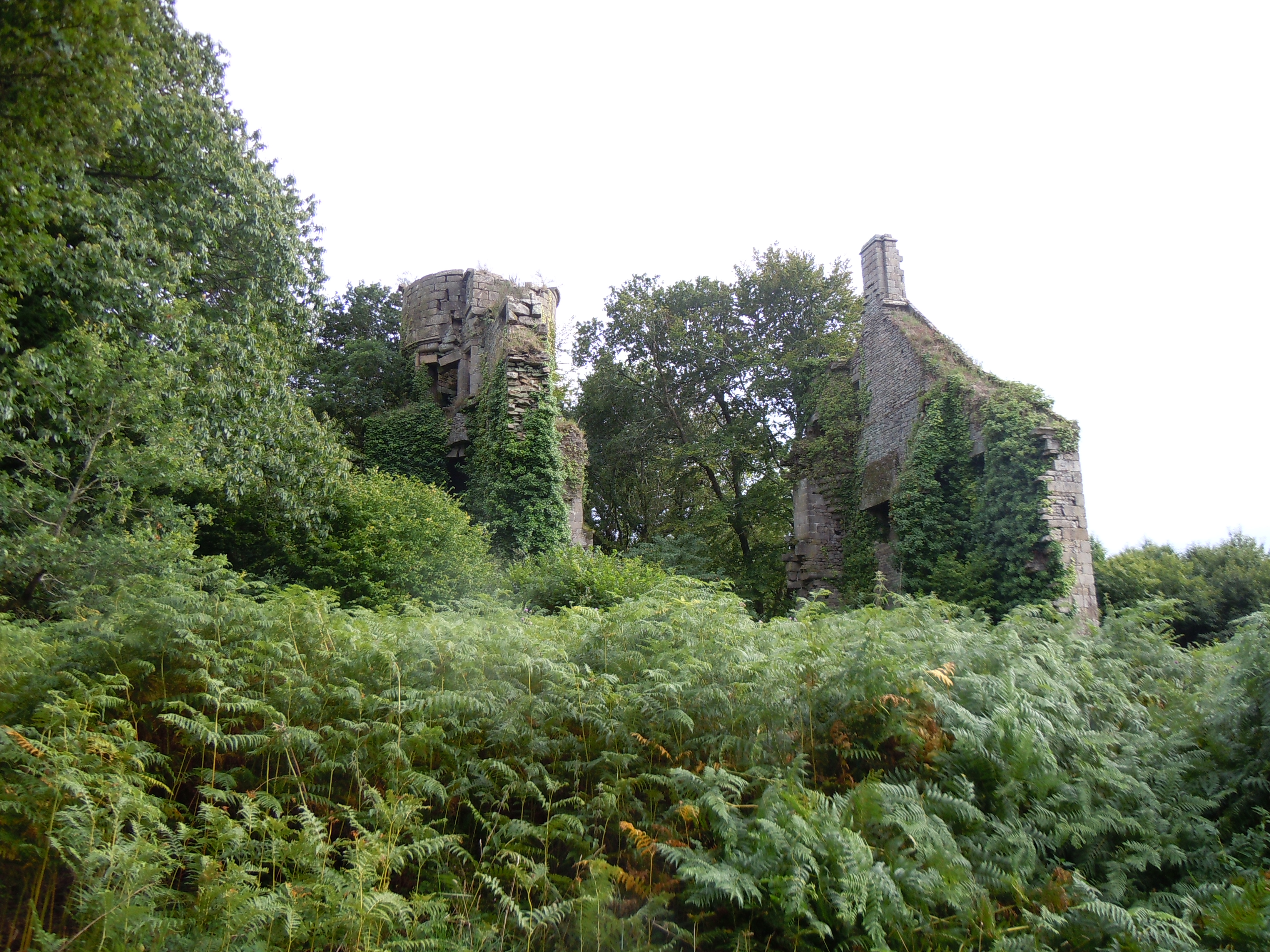
château ruiné de Rustéphan perdu dans la végétation

Le patrimoine de la commune est assez riche :
- Un ensemble paroissial avec l'église Saint-Amet (XVIe – XIXe siècles), un calvaire (peint par Gauguin qui le place dans un paysage de bord de mer) et une fontaine (rapportée d'une chapelle voisine, celle de Trémalo). C'est dans cette église bretonne typique que Paul Gauguin, accompagné dans sa promenade par Émile Bernard, trouva en 1888 l'inspiration pour peindre son tableau "La vision après le sermon (ou la lutte de Jacob avec l'ange)", un des tableaux fondateurs du "synthétisme". La tradition voudrait que Gauguin ait proposé au recteur de la petite paroisse d'accrocher le tableau dans son église mais que l'homme de foi refusa, croyant à une plaisanterie.

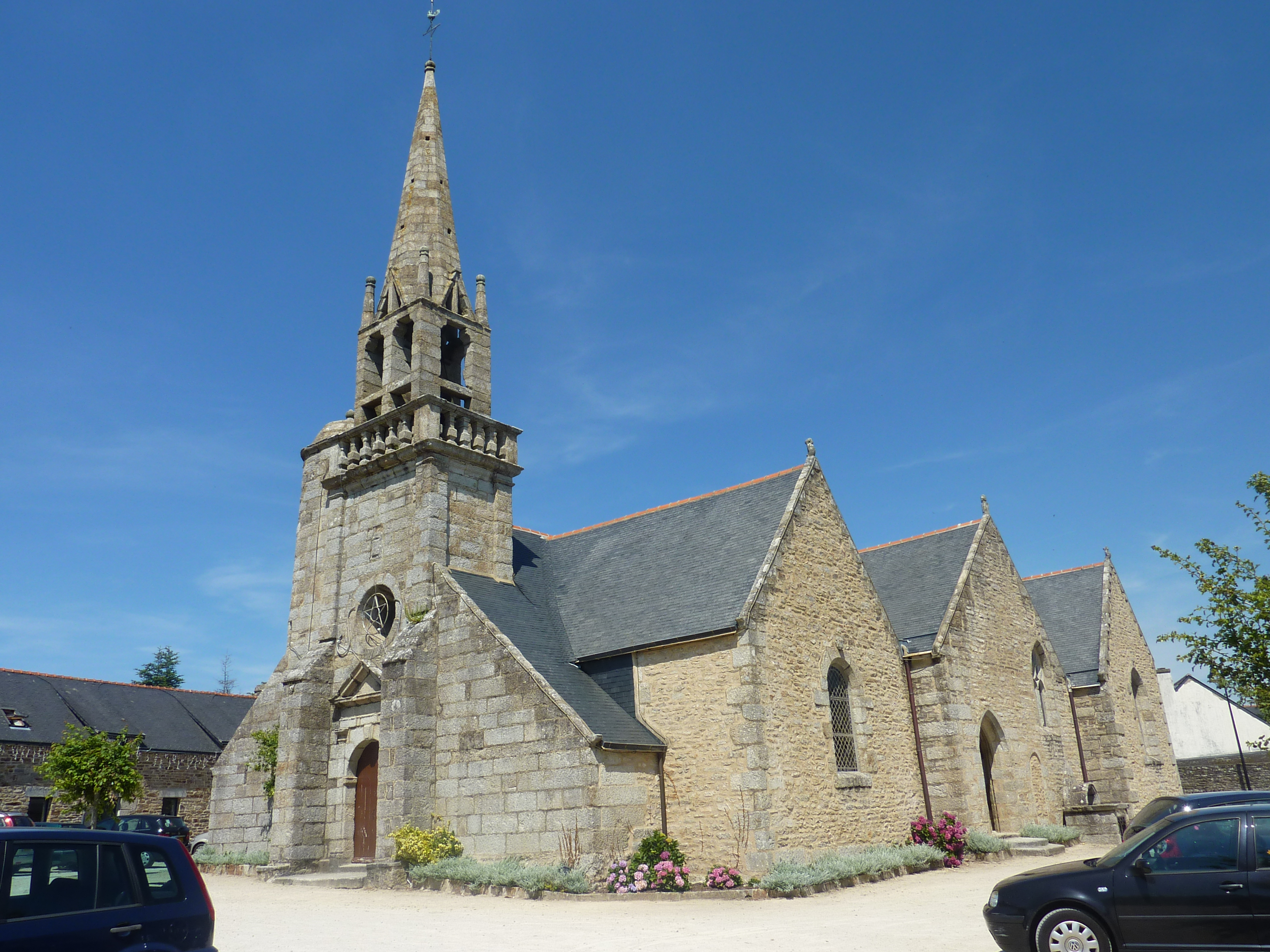
Nizon : l'église paroissiale Saint-Amet, vue extérieure d'ensemble
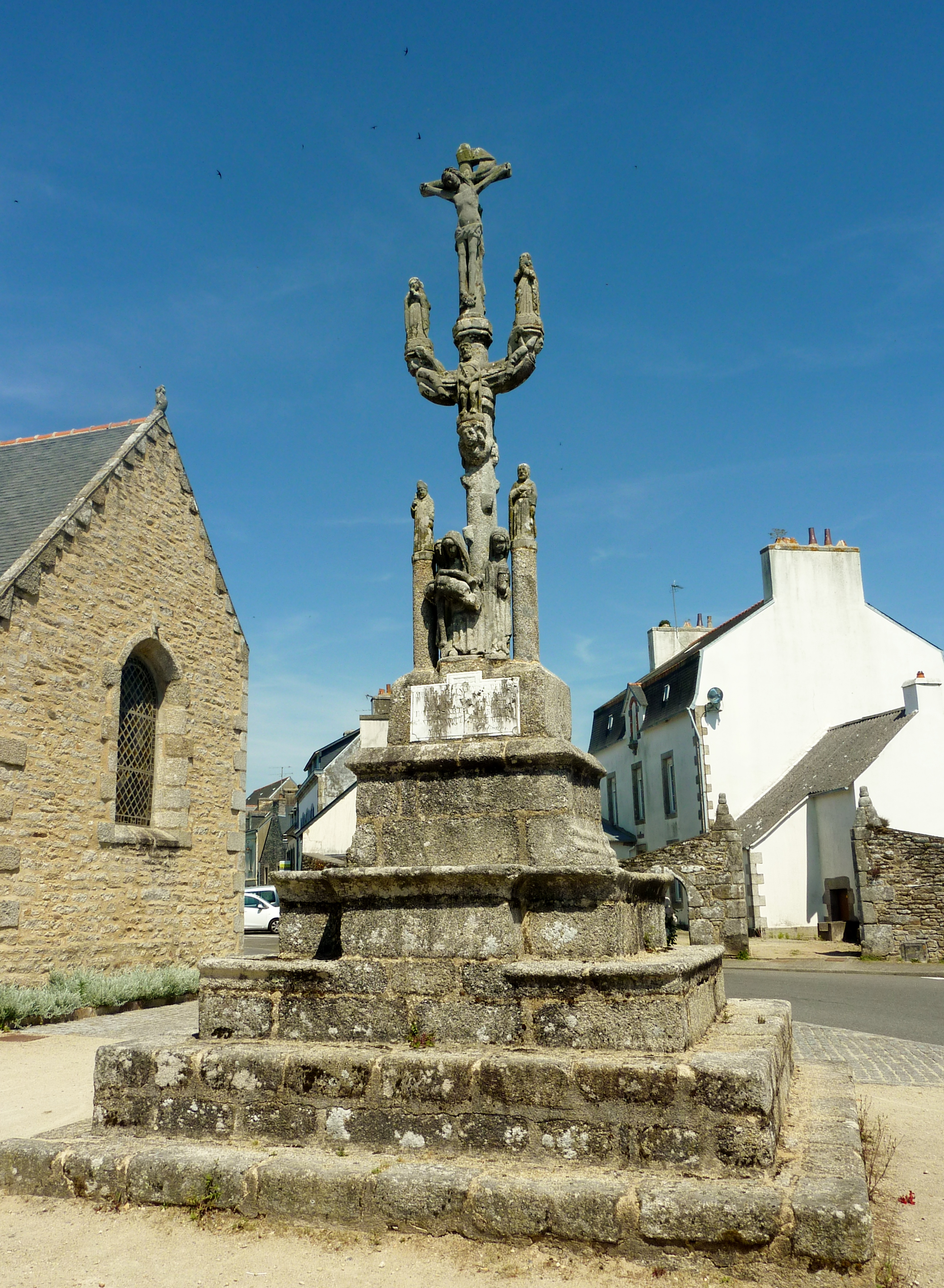
Le calvaire de Nizon, vue d'ensemble
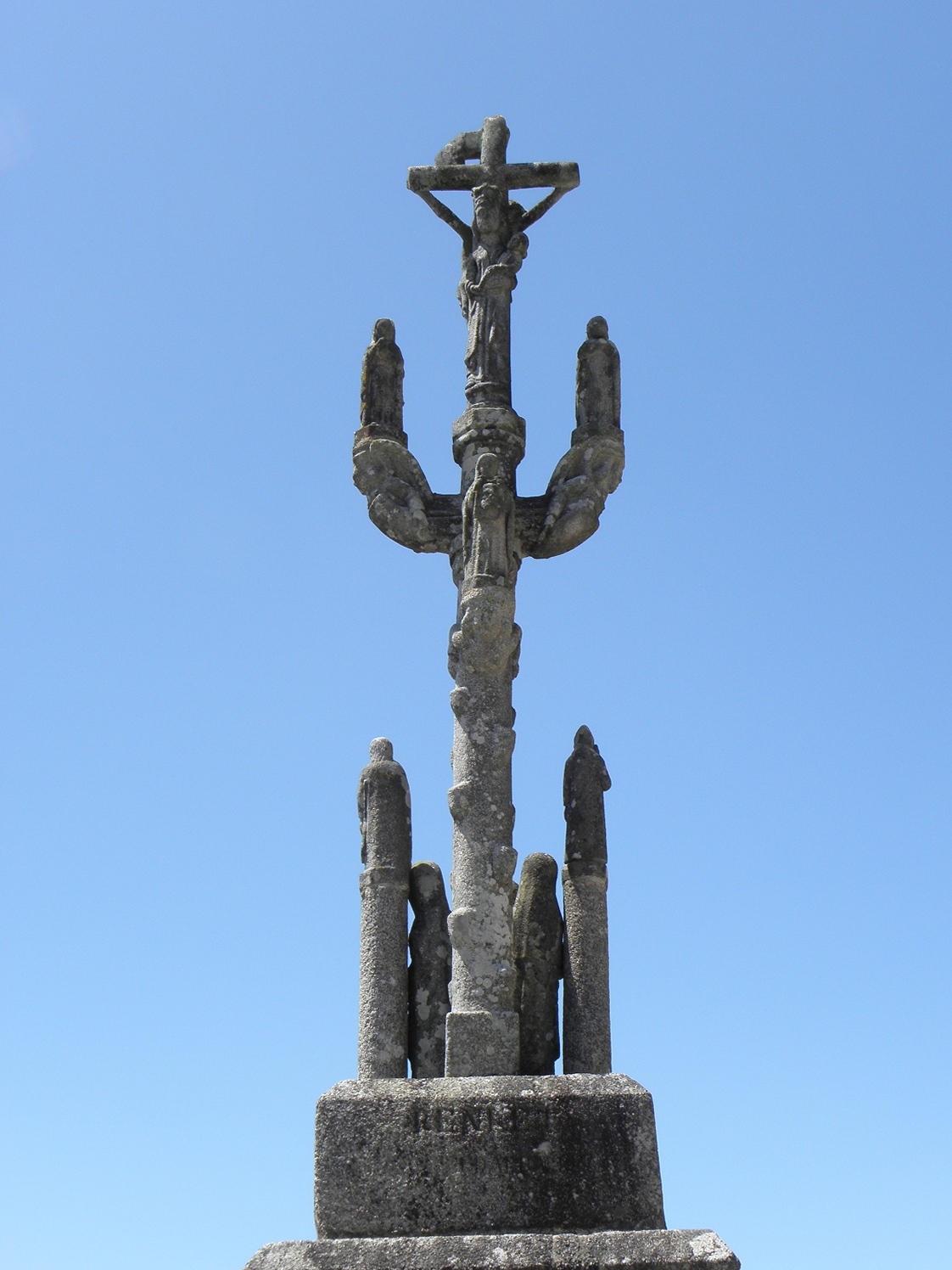
Le calvaire de Nizon, partie sommitale
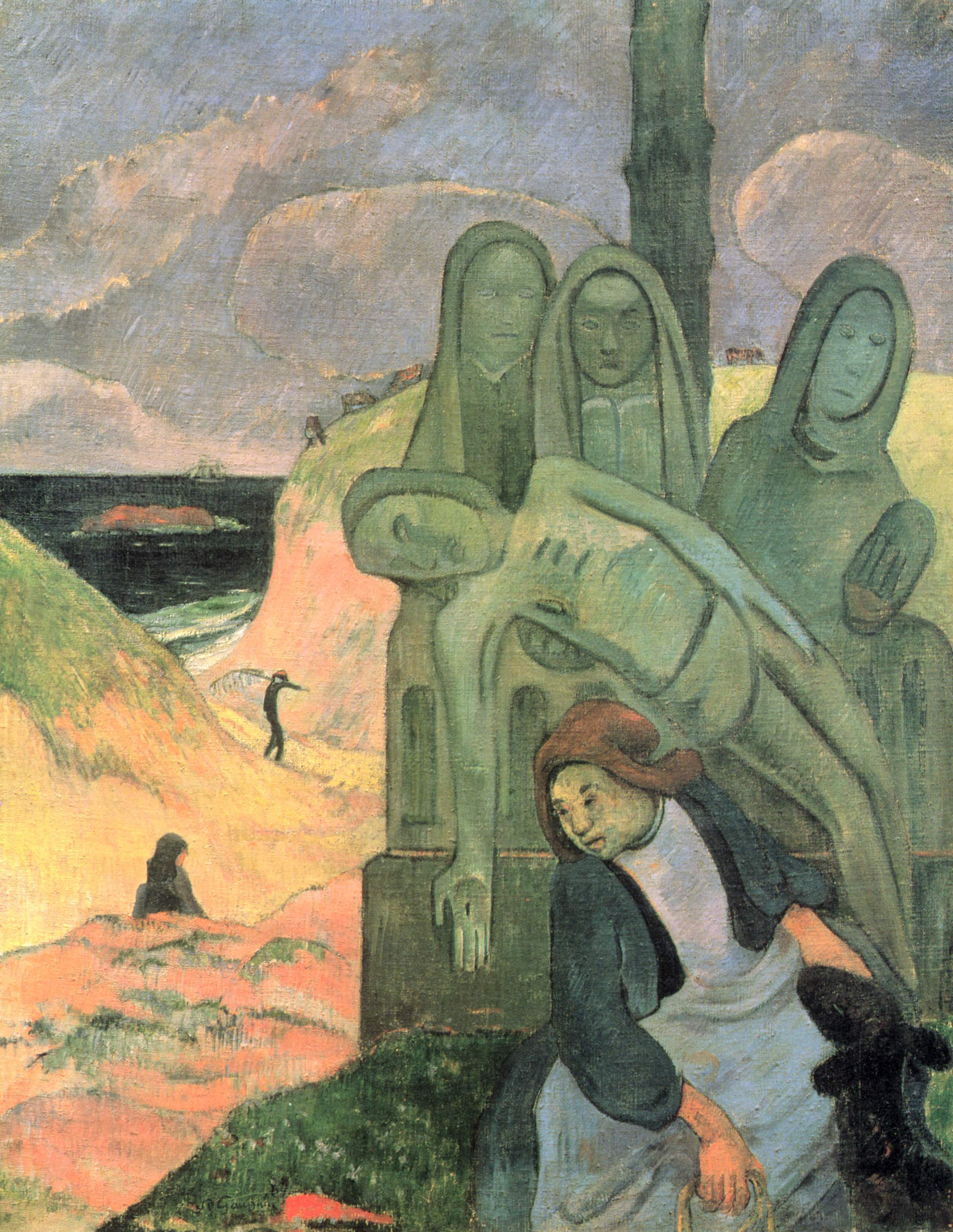
Paul Gauguin : Le Christ vert ou Calvaire breton (inspiré du calvaire de Nizon, 1889)

- Quatre chapelles : Notre-Dame de Trémalo (où se trouve le crucifix ayant inspiré le Christ jaune de Paul Gauguin), Saint-André, Notre-Dame-de-Kergornet et Saint-Sylvestre de Kergazuel. La Vierge allaitante de Kergornet était priée par les mères dans l'espoir d'avoir du lait en abondance.

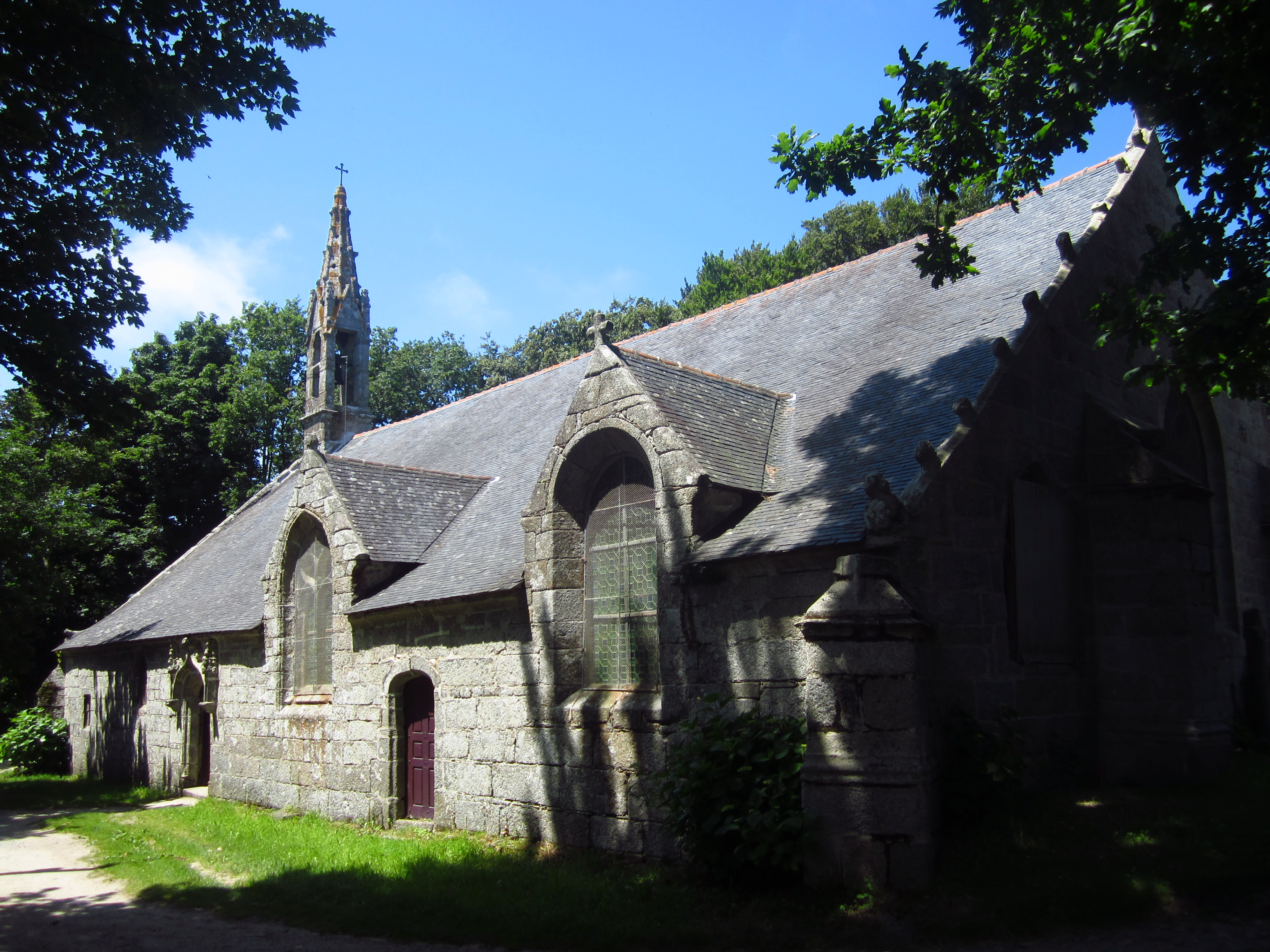
La chapelle de Trémalo vue du sud
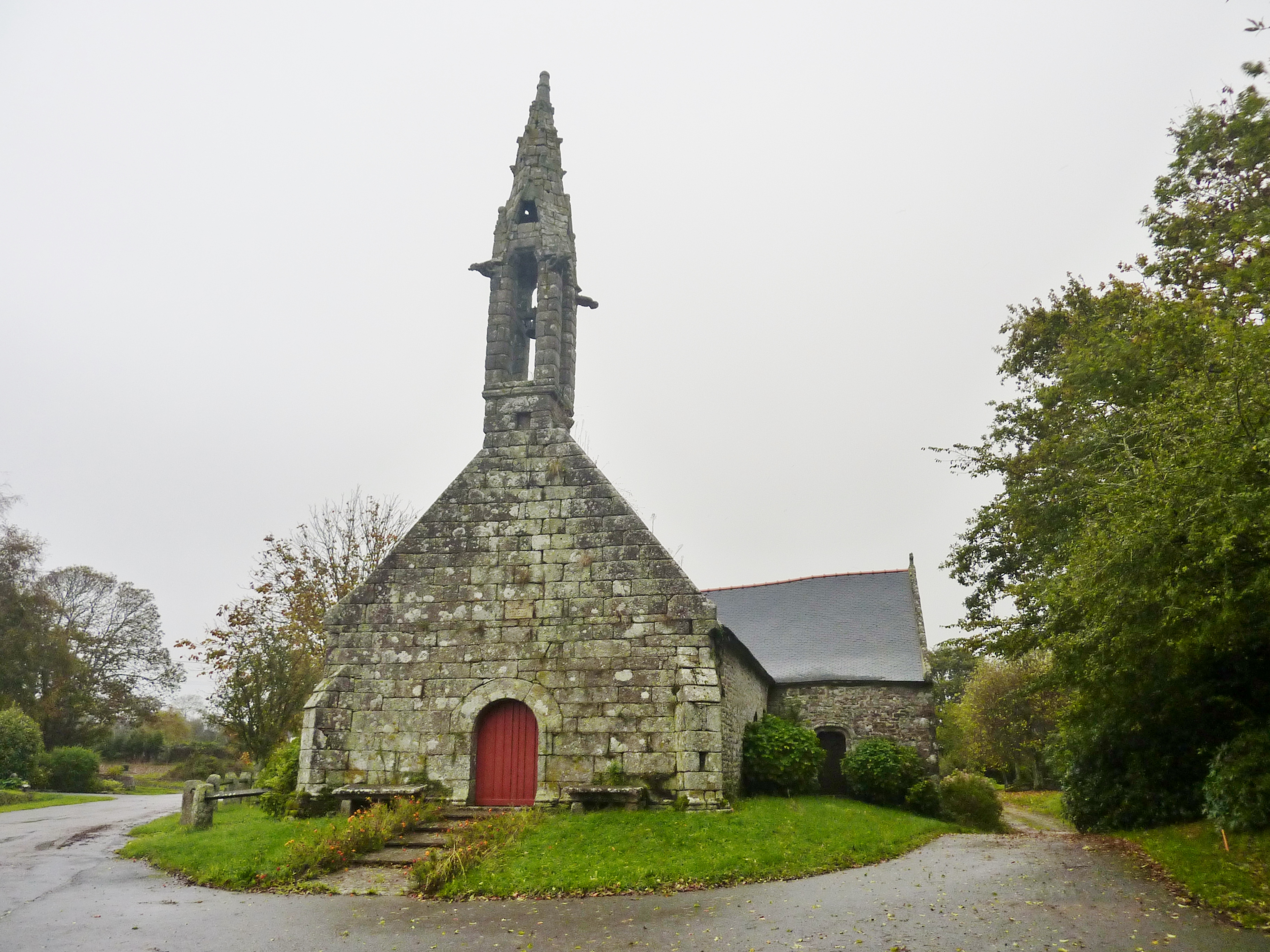
La chapelle Saint-André
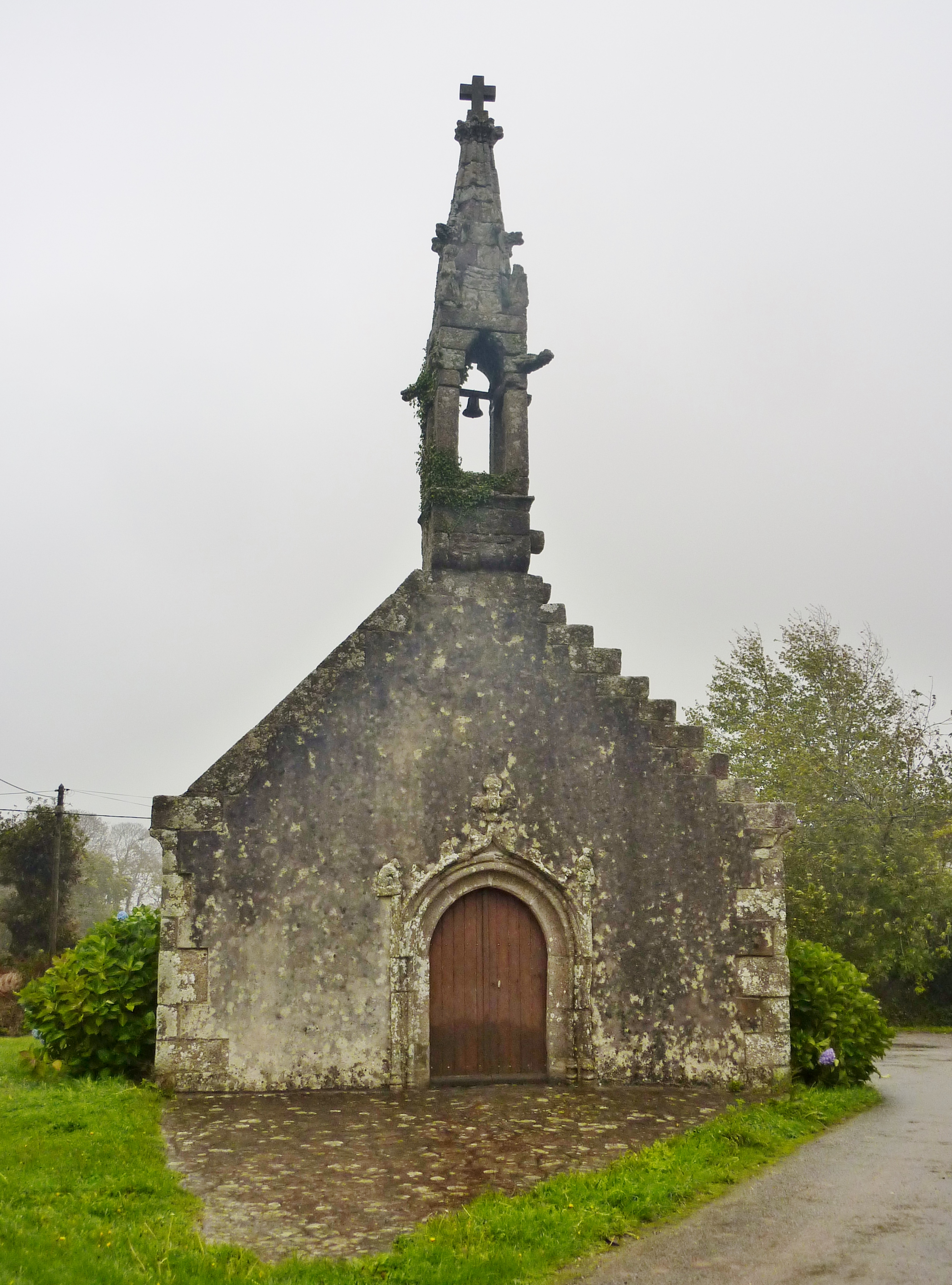
Nizon : la chapelle Saint-Sylvestre à Kerzaguel, la façade
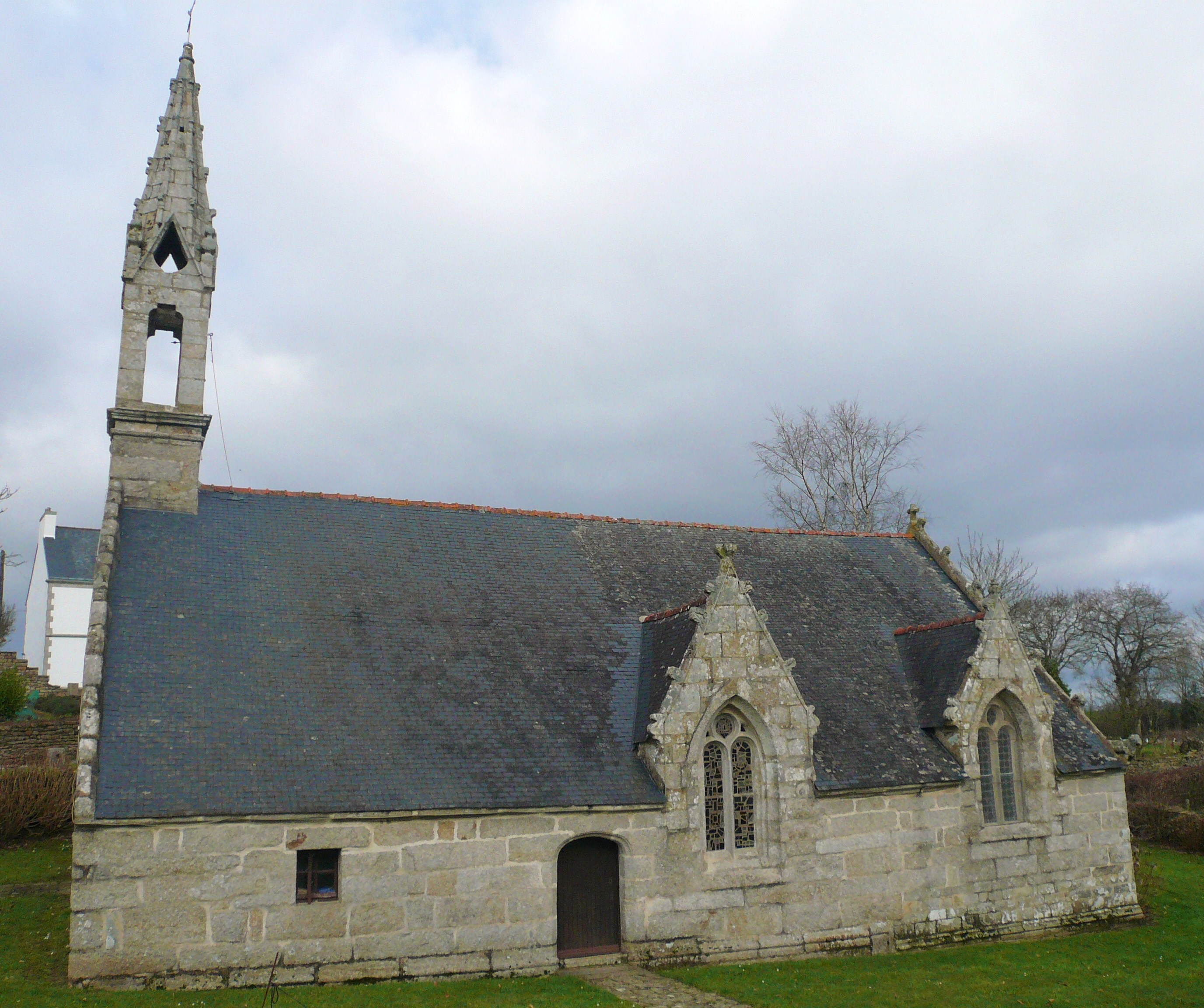
Nizon : la chapelle Notre-Dame-de-Kergornet vue du sud

- Le château ruiné de Rustéphan (datant du XVIe siècle, démantelé à partir du XVIIIe siècle), théâtre d'un chant recueilli par Théodore Hersart de La Villemarqué (et peint par Émile Bernard). Il n'en subsiste que la tour d'escalier, monumentale (elle a servi de modèle à Joseph Bigot lorsque l'architecte dessinait les plans du château de Kériolet à Concarneau-Beuzec-Conq) et le pignon Ouest supportant une tourelle en cul-de-lampe. Ayant subi les outrages du temps durant plusieurs siècles (il a longtemps servi de carrière de pierres pour les habitants de la région), il est aujourd'hui en grand danger, menaçant de s'effondrer. Son accès est d'ailleurs interdit.
- Des monuments préhistoriques : deux menhirs à Kerangosquer, les dolmens de Kermarc, Kerguillotou-Bihan, Coat-Luzuen (2) et Moulin-René.
- Des croix : à Kerentreh, Trémalo (2), Saint-André (sur une source), Kergazuel, dans le bourg (croix de mission).

## Littérature
L'ancienne petite commune tient une place dans la littérature bretonne puisque Théodore Hersart de La Villemarqué, l'auteur du Barzaz Breiz, fils du maire de Nizon (Pierre Hersart de La Villemarqué qui est également châtelain du Plessis, un manoir de la commune, proche de la chapelle de Trémalo), mais natif de Quimperlé, y a recueilli quelques chants, la tradition orale tenant une place plus importante que l'écrit dans cette civilisation paysanne.
Plus tard, Xavier Grall, poète et journaliste, y élira domicile ("Quand les saisons meurent, je monte à Nizon et j'espère..."), à Bossulan, près de la chapelle de Kergornet, pour y écrire ses dernières œuvres avant de mourir à Quimperlé en 1981.